# アリス・カレン
アリス・カレン（英: Alice Cullen）は、ステファニー・メイヤーの小説『トワイライト』シリーズに登場する架空の吸血鬼である。
本作に登場するエドワード・カレンの義理の姉で、カレン一族の一員である。

## 人物

### 名前・通称
フル・ネームはMary Alice Brandon Cullen、通称はアリス。

### 外見
透き通るような白い肌に、ツンツンの黒いショートヘア。小柄で、身長は4'10"、約147cmである。瞳の色はゴールド。

### 来歴
1901年、ミシシッピのビロクシの中流家庭に生まれる。9歳年下のシンシア(Cynthia)と両親と暮らした。父は宝石と真珠のトレーダーで、地元のダイバーから真珠を買い取り海岸より離れた方で転売していた。そのため、時には数日間家族と離れ離れになることもあり、母がアリスと妹の世話をしていた。姉妹は年が大きく離れていたが、仲がよかった。
アリスは幼少時から未来を見る能力を備えていたが当時はそれほど正確なものではなかった。初め、両親はアリスが予知するのは冗談だと受け取っていた。アリスが予知したことを知らせても、笑ってあしらうだけだった。
アリスは成長すると、ますます予知を共有するのをためらうようになる。天気の事になると簡単に予知できたが、ほかの予知が外れてばかげて見える自分がとてもいやだった。
10歳までにはほとんど未来について話すことはなくなったが、予知の精度は高まりよく当たるようになったため、人々はアリスを薄気味悪がるようになってしまった。だが母はアリスを深く愛していて、未来については黙っているように言った。
18歳になると、アリスはビジョンを無視する様にしていた。しかしある時、結婚しようとしていた友達に結婚をやめるよう警告したのだが、彼女が結婚してから、夫の家族には精神異常の歴史があったことが明らかになった。そして彼女は「アリスが呪った」などとささやき始めた。またあるときには、制止を振り切って西部へ行ってしまったいとこがそこで亡くなってしまった。いとことは仲良しだったのだが、彼の両親、アリスの叔父とおばは、「アリスが彼のたびに災いをもたらしたのだ」と責めるようになってしまった。
そんな時、アリスは今までで最悪のビジョンを見てしまう。母が町への帰り道の森の中で、何者かに殺害されてしまうのだ。アリスはこの事を母に伝えた。母は家に子供を入れ鍵をかけて銃を用意して厳戒態勢を取り、父も帰宅した。しかし、結局何者も現れなかったのだ。この事件は父の怒りを買い、アリスにもう二度と他人をパニック状態にするなと言い渡す。それでもアリスはこれ以降も同じようなビジョンに悩まされたが、それを伝えても父が怒り狂うだけだった。父はしょっちゅう不在だったのでその時には、母はできるだけ警告に従うようにしていたが、だんだんと用心しなくなり、数か月後にはピストルを携行することも忘れてしまった。
ある夜、アリスはとてもクリアなビジョンを見る。フォード・モデルTが母の車に衝突事故を起こすというもので、そのビジョンを見たとき、既に母は家を出ていた。間に合わないと分かっていながらもアリスは走った。
アリスは母の死について言及するのを父に禁じられた。母の死の半年以内に父は再婚したが、継母はアリスよりたったの10歳上のイリノイズから来たブロンドだった。というのも彼女の父はアリスの父のお得意様だったのだ。継母は小さな妹シンシアを可愛がったが、アリスにはとても冷たく当たった。